# 英格兰足球界的同性恋现象
同性恋在英格兰足球界对于媒体和球员来说都是禁忌。自1990年諾丁漢森林足球俱樂部球員賈斯丁·法沙努出櫃被英格蘭足球界歧視後（1998年5月3日上吊自殺），至2010年在英格兰四大联赛中已無公开承认是同性恋的球员。有人说，这是因为俱乐部出于经济利益阻止球员“出柜”。
英格兰对同性恋的态度比较开放。许多政治家和演员公开表明是同性恋，仍然很受欢迎。但是足球界却没有同性恋。媒体的猜测、球迷和球员关于这方面的玩笑却不少。
2008年，一位曾经在英超踢球的球员估计英超中至少有一打同性恋，但他们不敢“出柜”。

## 对同性恋的歧视

### 针对同性恋球员
賈斯丁·法沙努是第一个公开表明自己是同性恋的球员（1990年）。布莱恩·克拉夫在自传中提到，当听说法沙努去同性恋酒吧的传闻后，自己曾送给他一条裙子。法沙努于1998年自杀。他的悲惨遭遇让其他同性恋球员更加不敢出柜。

### 针对异性恋球员
格雷姆·勒索斯已经娶妻生子，但仍然被当作同性恋受到嘲讽。据说这是因为他的爱好太女性化：他喜欢收集古董，阅读《卫报》，还上过大学。他承认，因为他遭到的嘲弄和侮辱，他曾经考虑过退出足坛。
2008年，索尔·坎贝尔在为朴茨茅斯队踢球时被马刺队球迷嘲弄为同性恋，但没有证据表明坎贝尔是同性恋。他的兄弟因为同学说坎贝尔是同性恋，动手打了该同学，并因此被判坐牢一年。

### 来自足坛中人
切尔西的前经理路易斯·菲利佩·斯科拉里曾说过，如果他发现有球员是同性恋，会把他踢出队伍。他是在2002年巴西申办世界杯的活动中说这番话的。
水晶宫队的前经理艾倫·史密斯说：有些球员是单身，喜欢看书，就被其他球员说成是同性恋。在球队里面，你如果喝酒打老婆，那都没事，但是你要是同性恋，那就完了，这太荒谬了。

## 反对歧视同性恋的行动

### 2005年峰会
2005年英格兰足总召开峰会，试图处理足球界的同性恋歧视现象。
同年，BBC在一次调查中询问英超20家球队的经理对于此事的态度，所有20位经理都拒绝回答。

### 俱乐部的行动
曼城是首支对同性恋友好的英超球队。

## 女子足球
英格兰足球名人堂中的莉莉·帕爾是一名公开的同性恋。她是在20世纪初期踢球，并且来自工人家庭背景，所以这尤为不同寻常。